# Springfield (Rotorua)
Pour les articles homonymes, voir Springfield.
Springfield est une banlieue de la ville de Rotorua située dans la région de la Bay of Plenty, dans l’Île du Nord de la Nouvelle-Zélande.

## Municipalités limitrophes
La banlieue se développa autour du « Springfield Golf Club », qui débuta en 1947 et développa son parcours dans le secteur de Springfield à partir de 1948.

## Démographie
Springfield, comprenant les zones statistiques de Springfield South et Springfield North, avait une population de 3780 habitants lors du recensement de 2018 en Nouvelle-Zélande, en augmentation de 231 personnes (6,5 %) depuis le recensement de 2013  et une augmentation de 78 personnes (2,1 %) depuis le recensement de 2006. Il y a 1323 logements. On compte 1797 hommes et 1980 femmes, donnant un sexe-ratio de 0,91 homme  pour une femme, avec 714 personnes(18,9 %) âgées de moins de 15 ans, 573 personnes (15,2 %) âgées de 15 à 29 ans, 1680 personnes (44,4 %) âgées de 30 à 64 ans et 810 personnes (21,4 %) âgées de 65 ans ou  plus.
L’ethnicité est pour 78,8 % européens/Pākehā, 20,6 % Māori, 2,5 % des personnes originaires du Pacifique, 10,9 % sont asiatiques et 2,1 % d’une autre ethnicité (le total peut faire plus de 100 % dans la mesure où une personne peut se déclarer de multiples ethnicités selon sa parenté).
La proportion de personnes nées outre-mer était de 24,0 %, comparée avec les 27,1 % au niveau national.
Bien que certaines personnes refusent de donner leur religion, 50,2 % n’ont aucune religion, 37,2 % sont chrétiens, 1,9 % sont Hindouistes, 0,4 % sont musulmans, 0,8 % sont bouddhistes et 2,9 % ont une autre religion.
Parmi ceux d’au moins 15 ans d’âge, 798 personnes (26,0 %) ont un niveau de licence ou un degré supérieur  et 420 personnes (13,7 %) n’ont aucune qualification formelle. 
Le statut d’emploi de ceux d’au moins  15 ans d’âge est   pour 1491 personnes (48,6 %)  un emploi à plein temps, pour 471 personnes (15,4 %)est un emploi à temps partiel et 93 personnes  (3,0 %) sont sans emploi.
| Nom               | Population      | âge médian | revenus médians |
| ----------------- | --------------- | ---------- | --------------- |
| Springfield South | 1995 résidents  | 42,8 ans   | $40,000         |
| Springfield North | 1 785 résidents | 45,9 ans   | $28,900         |
| Nouvelle-Zélande  |                 | 37,4 ans   | $31,800         |

## Éducation
- L’école «Otonga Road School» est une école primaire publique, mixte, allant de l’année 1 à 6 [5],[6] avec un effectif de 505 élèves en juillet 2022[7].